# 花巻信用金庫
花巻信用金庫（はなまきしんようきんこ、英語：Hanamaki Shinkin Bank）は、岩手県花巻市に本店を置く信用金庫である。通称：はなしん。花巻市と遠野市（旧：上閉伊郡宮守村域）に店舗を構えている。

## 沿革
- 1949年（昭和24年）2月1日 - 花巻信用組合として設立。
- 1952年（昭和27年）2月26日 - 信用金庫法に基づき、花巻信用金庫に改組。
- 2004年（平成16年）9月 - 「夢・企業家塾」を開講

## ATMについて
花巻信金のATM（花巻信金以外を幹事金融機関とする共同利用自動機店舗を除く）では、他の信用金庫のキャッシュカードでも、「しんきんATMゼロネットサービス」により、平日8時45分から18時までの入出金および土曜日9時から14時までの出金に限り手数料は無料となる。
セブン銀行、新銀行東京並びにイオン銀行ともに提携している。

## totoの払い戻し店
スポーツ振興くじ（toto）当選券の払い戻し店は、花巻市吹張町の本店でのみ取り扱う。

## その他
花巻市吹張町の本店西側にある駐車場内には、県内で唯一のドライブスルー型のATMが設置されている。
地域貢献活動として2004年9月から企業の若手後継者を育成する支援策の「夢・企業家塾」を開講している。